# The Day Before You Came
"The Day Before You Came (Um Dia Antes de Você Chegar) é uma canção gravada e lançada pelo grupo pop sueco ABBA. Ela foi originalmente lançada em Outubro de 1982, como a primeira canção do álbum novo do ABBA O Singles: The First Ten Years. É uma faixa histórica, pois foi a última gravação do ABBA, embora não fosse seu último single.

## História
Depois de 1981, tanto Björn Ulvaeus quanto Benny Andersson levaram algum tempo para escrever um novo material, mas, ao mesmo tempo, eles estavam começando a criar seu primeiro musical  ao lado de Tim Rice. Enquanto isso, Agnetha Fältskog e Anni-Frid Lyngstad lentamente começaram suas carreiras solo. Fältskog havia gravado com o vocalista de apoio do ABBA Tomas Ledin a canção "Never Again" (um hit na Europa) e desempenhou um papel de liderança no sueco filme blockbuster 'Raskenstam' enquanto Lyngstad trabalhou com Phil Collins para a produção de seu álbum solo Something's Going On.
O grupo voltou a Polar Studios em maio-agosto de 1982, para gravar novas músicas para um sucessor do álbum The Visitors. "The Day Before You Came" foi uma das seis novas músicas que foram gravadas, com apenas duas delas sendo lançadas como singles e duas B-sides. Uma das músicas gravadas, "I Am the City", não veria lançamento internacional até 1993 com ABBA MORE GOLD, enquanto a outra canção,'Just Like That', nunca foi lançada.
The Day Before You Came foi digitalmente gravado e mixado em 20 de agosto de 1982, com o título provisório de" Den Lidande Fågeln "(O Pássaro que sofre). Além do vocal principal com Fältskog e uma linha vocal de Lyngstad misturado com o instrumental, os únicos instrumentos presentes na música eram o sintetizador de Andersson, uma bateria eletrônica, a guitarra acústica de Ulvaeus e uma tarola. A música foi considerada a terceira melhor gravação já feita pelo ABBA numa famosa premiação. Na letra, é referenciada por exemplo a famosa série de televisão Dallas.
De acordo com Michael Tretow, engenheiro de som do ABBA de longa data, esta foi a última música do ABBA gravada. Ele chegou a afirmar que o clima sempre descontraído no estúdio tornou-se triste e todo mundo no estúdio sabia que "este era o fim". 
Nos relançamentos de The Visitors, The Day Before You Came é sempre lançada como uma faixa bônus.

## Vídeo
Um vídeo da música foi produzido para promover o single, com Agnetha flertando um desconhecido em um trem. O vídeo é muito bem produzido, e com certeza, um dos melhores do ABBA.

## Recepção
O single foi lançado oficialmente em 18 de Outubro de 1982 com outra música nova, "Cassandra", como b-Side. A essa altura, o ABBA já estava experimentando um lento declínio nas vendas no Reino Unido. Assim, o single alcançou a posição n º 32 lá.
Mas a gravação do ABBA no entanto, atingiu o top 5 na Bélgica, Finlândia, Alemanha, Holanda, Noruega, Suécia e Suíça. Ela também chegou ao número 5 no Adult Contemporary gráfico no Canadá.

## Posições
- Australian Singles Chart: 48
- Belgian Singles Chart: 3
- Canadian Singles Chart: 5
- French Singles Chart: 38
- Finnish Singles Chart: 2
- Swedish Singles Chart: 1